# Mihajlovo
Mihajlovo (ćirilično: Михајлово, njemački: Michajlowo, mađarski: Szentmihály / Magyarszentmihály) je naselje u Banatu u Vojvodini u sastavu općine Zrenjanin.

## Stanovništvo
U naselju Mihajlovo živi 1.004 stanovnika, od toga 803 punoljetna stanovnika, prosječna starost stanovništva iznosi 40,5 godina (39,7 kod muškaraca i 41,3 kod žena). U naselju ima 352 domaćinstava, a prosječan broj članova po domaćinstvu je 2,85.
| Etnički sastav 2002. |            |        |
| Narod                | Stanovnika | %      |
| Mađari               | 944        | 94,02% |
| Srbi                 | 37         | 3,68%  |
| Rumunji              | 6          | 0,59%  |
| Jugoslaveni          | 4          | 0,39%  |
| Romi                 | 1          | 0,09%  |
| Slovaci              | 1          | 0,09%  |
| Hrvati               | 1          | 0,09%  |
| Slovenci             | 1          | 0,09%  |
| nepoznato            | 4          | 0,39%  |

| broj stanovnika | 1373  | 1286  | 1409  | 1252  | 1318  | 1169  | 1004  |
|                 | 1948. | 1953. | 1961. | 1971. | 1981. | 1991. | 2001. |

## Vanjske poveznice
- Karte, položaj, zemljopisni podaci o naselju